# Bunsei
Bunsei (japanska: 文政?, bunsei), 22 april 1818–10 december 1830, är en period i den japanska tideräkningen som inleddes med kejsar Ninkōs trontillträde.
Namnet är hämtat från ett citat av kejsaren Shun ur Shujing, en klassisk kinesisk skriftsamling.